# Haydn Hill
Haydn Henry Clifford Hill (Creswell, 4 luglio 1913 – Weymouth, 3 novembre 1992) è stato un calciatore inglese, di ruolo portiere.

## Carriera

### Nazionale
Venne convocato nella Nazionale britannica che partecipò ai Giochi olimpici di Berlino 1936.